# Aleksandr Koelikovski
Aleksandr Vjatsjeslavovitsj Koelikovski (Russisch: Александр Вячеславович Куликовский; Majkop, 2 januari 1997) is een Russisch wielrenner die als beroepsrenner reed voor Gazprom-RusVelo.

## Carrière
In 2014 werd Koelikovski tweede op het wereldkampioenschap voor junioren. Enkel Jonas Bokeloh wist hem voor te blijven in de sprint. Een jaar later won hij een etappe in de Vredeskoers voor junioren.
In 2016 wist Koelikovski zijn eerste UCI-zege bij de eliterenners te behalen: in de Minsk Cup liet hij Jawhen Hoetarovitsj en Anton Ivasjkin achter zich in de sprint. Drie weken later won hij ook de Trofeo Almar. Eind augustus nam hij deel aan de Baltic Chain Tour, waar hij de eerste rit in lijn op zijn naam wist te schrijven.
Na in 2018 al stage te hebben gelopen bij de ploeg werd Koelikovski in 2019 prof bij Gazprom-RusVelo. In zijn eerste seizoen werd hij onder meer zevende in de Coppa della Pace.

## Overwinningen
2015
2e etappe deel B Vredeskoers, Junioren
2016
Minsk Cup
Trofeo Almar
1e etappe Baltic Chain Tour

## Resultaten in voornaamste wedstrijden
|      | \| Jaar \| Parijs-Tours \| \| ---- \| ------------ \| \| 2019 \| opgave \| |
| Jaar | Parijs-Tours                                                               |
| 2019 | opgave                                                                     |

## Ploegen
- 2018 –  Gazprom-RusVelo (stagiair vanaf 1 augustus)
- 2019 –  Gazprom-RusVelo
- 2020 –  Gazprom-RusVelo

Arslanov · Bojev · Firsanov · Foliforov · Kobernjak · Koerjanov · Kozontsjoek · Lagoetin · Majkin · Nytsj · Porsev · Rovny · Rybalkin · Sjaloenov · Sjilov · Troesov · Tsjerkasov · Vlasov · Koelikov (stagiair) · Koelikovski (stagiair) · Nekrasov (stagiair)
Arslanov · Bojev · Jevtoesjenko · Kobernjak · Koelikov · Koelikovski · Koerbatov · Koerjanov · Nekrasov · Nytsj · Porsev · Rikoenov · Rovny · Rybalkin · Sjaloenov · Sjilov · Stasj · Tsjerkasov · Vlasov · Vorobjov · Landi (stagiair) · Popov (stagiair) · Vitoerin (stagiair)
Bojev · Canola · D. Cima · I. Cima · Karaljok · Koelikov · Koelikovski · Koerjanov · Koezmin · Koeznetsov · Nekrasov · Nych · Rikoenov · Rovny · Rybalkin · Scaroni · Sjaloenov · Strachov · Tsjerkasov · Tsjernetski · Velasco